# الحتمية الاجتماعية
الحتمية الاجتماعية هي النظرية التي تقول إن التفاعلات والبنيات الاجتماعية وحدها التي تحدد سلوك الفرد (على عكس العوامل البيولوجية أو الموضوعية).
وبالنظر إلى بعض السلوكيات البشرية، مثل القتل، أو كتابة الشعر. ينظر المهتم بنظرية الحتمية الاجتماعية فقط في الظواهر الاجتماعية، مثل العادات والتوقعات، والتعليم، والتفاعلات بين الشخصية، لتقرير ما إذا كان شخص ما سيتفاعل مع أي من هذه السلوكيات أم لا. وتساهم هذه المعايير في تقليل العوامل البيولوجية وغيرها من العوامل غير الاجتماعية، مثل التركيبة الوراثية، والبيئة الفيزيائية، وما إلى ذلك. وتؤخذ الأفكار المتعلقة بالطبيعة والبيولوجيا مجتمعة.

## الحتمية الاجتماعية والأيديولوجية
يمكن أن تتأثر أفعال الفرد المحددة اجتماعيًا بالقوى التي تتحكم في تدفق الأفكار. وبالتالي يكون بناء أيديولوجية داخل مجتمع الفرد سببا في أن تصبح تصرفات الفرد وردود أفعاله أمام المحفزات محددة سلفًا بالالتزام بالقواعد الاجتماعية المفروضة عليه. ويمكن بناء الأيديولوجيات بتوظيف مؤسسات اجتماعية مثل التعليم، والتي «أصبحت ميدانا تعبر فيه القوى المتنافسة عن مصلحتها الاجتماعية والسياسية» (مايبيري 3)، أو وسائل الإعلام التي تمتلك «قوة كبيرة في تشكيل الأجندة الاجتماعية وتأطير الرأي العام لدعم تلك الأجندة»(كولاغوري 35).
وتهيمن هذه القوى مباشرة عبر بناء اجتماعي للواقع على مستقبل الأفراد الذين يشعرون بأن البناء الاجتماعي أمر طبيعي وبالتالي لا يمكن تغييره. وتصبح أفعالهم محددة بسياق مجتمعاتهم. فحتى إذا كانوا يمتلكون موهبة فطرية للرياضة، أو إذا كان البناء الاجتماعي يعني أن جنسهم غير رياضي بشكل عام، أو أن أمتهم أو دولتهم لا تنتج رياضيين، فإن إمكانية خلق النشاط الرياضي في مستقبلهم غير وارد. فقد حدد مجتمعهم بنجاح أفعالهم.
كما يمكن أن تفضل الحتمية الاجتماعية أجندة حزب سياسي من خلال وضع القواعد الاجتماعية بحيث يعتبر الفرد أجندة الحزب صحيحة أخلاقيا. ونجد كمثال أعمال الشغب التي وقعت خلال انعقاد قمة مجموعة العشرين عام 2010 في تورونتو. حيث أن وسائل الإعلام التي تسيطر عليها الشركات والحكومات ذات الأجندات الخاصة بها روجت على أن أعمال الشغب كانت عنيفة وخطيرة، وبالتالي فقد ضاع هدف مثيري الشغب، المتمردون ضد أولئك الذين يمكّنهم موقعهم في السلطة من استغلال النظام لتحقيق مكاسب شخصية. لأن التركيز بقي على العنف. وبالتالي فقد تتأثر نظرة الأفراد لهذا الموضوع بشكل مباشر بمساعدة وسائل الإعلام وتُحديد ردود أفعالهم مسبقًا بواسطة هذا الشكل الاجتماعي للسيطرة. «فقد تعلمنا أن نعتقد أن الرقابة هي الآلية الرئيسة لكيفية استخدام وسائل الإعلام للمعلومات كشكل من أشكال الرقابة الاجتماعية، لكن في الواقع ما يقال وكيف يتم تقديمه بشكل انتقائي، يعتبر شكلا أقوى بكثير من التحكم بالمعلومات.» (كولاغوري 35).
وقد قام بدراسة الحتمية الاجتماعية لأول مرة الفيلسوف الفرنسي إميل دوركهايم (1858 -1917)، الذي يعتبر مؤسس العلوم الاجتماعية.

## الحتمية الاجتماعية
وتتناقض الحتمية الاجتماعية عادة مع الحتمية البيولوجية. حيث يتم فهمها في مجال الدراسات الإعلامية على أنها نظرية الحتمية التكنولوجية. إلا إن الأخيرة تنبني على فكرة أن التغيير التكنولوجي والتنمية أمران لا مفر منه، وأن خصائص أي تكنولوجيا معينة تحدد الطريقة التي يتم يستخدمها المجتمع الذي تم تطويرها فيه. ويعتمد مفهوم الحتمية التكنولوجية على فرضية كون التغيرات الاجتماعية تحدث نتيجة للقدرات الجديدة التي تتيحها التقنيات الجديدة.
وفي السياق نفسه فإن فكرة الحتمية الاجتماعية تعارض هذا المنظور. حيث ترى التكنولوجيا كنتيجة للمجتمع الذي تم تطويرها فيه. وقد قدم عدد من منظري الإعلام المعاصرين روايات مقنعة عن الحتمية الاجتماعية، بما في ذلك ليلى غرين.
وتناقش ليلى غرين في كتابها (Technoculture)، بالتفصيل طريقة عمل المنظور المختص في الحتمية الاجتماعية. كما تذكر أن «العمليات الاجتماعية تحدد التكنولوجيا للأغراض الاجتماعية». (غرين 2001). وتدعي أن كل تطور تكنولوجي عبر التاريخ نابع عن حاجة اجتماعية، سواء كانت هذه الحاجة اقتصادية أو سياسية أو عسكرية (غرين 2001).
كما ترى غرين أنه تطوير التكنولوجيا دائمًا مع وضع غرض أو هدف معين في عين الاعتبار. وبفضل يسر تطوير التكنولوجيا بالضرورة عن طريق التمويل المالي، يدرك المختص في الحتمية الاجتماعية أن التكنولوجيا يتم تطويرها دائمًا لفائدة أولئك القادرين على تمويل تطويرها.
وبالتالي فإن المختصين في الحتمية الاجتماعية يدركون أن التطور التكنولوجي لا يتحدد فقط من خلال المجتمع الذي يحدث فيه، بل إنه يتشكل حتماً بواسطة هياكل السلطة الموجودة داخل هذا المجتمع. (غرين 2001).

## حجج ضد الحتمية الاجتماعية
أظهرت دراسات علمية أن السلوك الاجتماعي يكون موروثا جزئيًا ويمكن أن يؤثر على الأطفال وعلى الأجنة كذلك. ويعني وجود ترابط اجتماعي أن الأطفال لا يتعلمون أنهم كائنات اجتماعية، لكنهم يولدون ككائنات اجتماعية معدة لهذا الغرض. كما يولد الأطفال بمهارة اجتماعية موروثة.
وتهم المرحلة ما قبل الرابطة الاجتماعية دراسة السلوك الاجتماعي للجنين والتفاعلات الاجتماعية في بيئة متعددة الجنين.  كما تشير مرحلة ما قبل الرابطة الاجتماعية على وجه التحديد إلى تفاعل تطور الجنين الاجتماعي. ويشار إليها أيضًا بشكل غير رسمي باسم «الرابطة الاجتماعية». وتُسائل النظرية ما إذا كان هناك ميول إلى فعل موجه اجتماعيًا قبل الولادة. كما خلص بحث نظرية إلى أن الأطفال حديثي الولادة يولدون في العالم بروابط وراثية فريدة لتكون اجتماعية.
ويمكن الكشف عن دليل ظرفي يدعم فرضية ما قبل الرابطة الاجتماعية عند فحص سلوك الأطفال حديثي الولادة. وقد تم الكشف على أن المواليد الجدد، بعد ساعات من الولادة فقط، يكونون على استعداد للتفاعل الاجتماعي. ويتم التعبير عن هذا الاستعداد بطرق مثل تقليد لفتات الوجه. ولا يمكن المساهمة في هذا السلوك الملحوظ بأي شكل من أشكال التنشئة الاجتماعية أو البناء الاجتماعي الحالي. وبالأحرى من المحتمل أن يرث المواليد الجدد إلى حد ما السلوك الاجتماعي والهوية وراثيا. 
تم الكشف عن الدليل الرئيسي لهذه النظرية عن طريق فحص حالات الحمل التوأم. الحجة الرئيسية هي، إذا كانت هناك سلوكيات اجتماعية موروثة ومتقدمة قبل الولادة، فيجب على المرء أن يتوقع أن يتورط الجنين التوأم في شكل من أشكال التفاعل الاجتماعي قبل ولادتهما. وهكذا، تم تحليل عشرة أجنة على مدى فترة من الزمن باستخدام تقنيات الموجات فوق الصوتية. باستخدام التحليل الحركي، كانت نتائج التجربة أن الأجنة التوأم ستتفاعل مع بعضها البعض لفترات أطول وفي كثير من الأحيان مع استمرار الحمل. تمكن الباحثون من استنتاج أن أداء الحركات بين التوأم المشترك لم يكن عرضيًا بل كان يهدف على وجه التحديد. 
وقد تم الكشف عن دليل هذه النظرية الرئيس بفحص حالات الحمل بالتوائم. حيث تقول الحجة الرئيسة إنه إذا كانت هناك سلوكيات اجتماعية موروثة ومتقدمة قبل الولادة، فيجب توقع أن ينخرط الجنينان التوأمان في شكل من أشكال التفاعل الاجتماعي قبل ولادتهما. وهكذا، فقد تم تحليل عشرة أجنة خلال مدة زمنية باستخدام تقنيات الموجات فوق الصوتية. وكشفت النتائج بعد التحليل الحركي أن الأجنة التوائم سيتفاعلان مع بعضهما البعض لفترات أطول وفي كثير من الأحيان مع استمرار الحمل. وتمكن الباحثون من استنتاج أن أداء الحركات بين التوأم المشترك لم يكن عرضيًا بل ذا هدف محدد. 